# Piange... il telefono/L'avventura
Piange... il telefono/L'avventura è un singolo di Domenico Modugno e, solo sul lato A, Francesca Guadagno (al parlato) pubblicato nel 1975.

## Descrizione
Solo il brano sul lato A è eseguito insieme a Francesca Guadagno. Venne pubblicato come unico singolo estratto dall'album Piange... il telefono e le più belle canzoni di Domenico Modugno. 
Con questo singolo Modugno propose in lingua italiana un pezzo di successo francese, la canzone Le téléphone pleure di Claude François eseguita in duo con la piccola Frédérique Barkoff nell'ottobre del 1974. Come quella francese, anche la versione italiana, Piange... il telefono (di C. Francois - J. Bourtayre - F. Thomas - D. Modugno) è strutturata sotto forma di dialogo; si alternano intatti il parlato della bambina Francesca Guadagno e la voce di Modugno, che era riuscito a superare lo scetticismo della casa discografica, convinta che la cover italiana della canzone non avesse grandi possibilità di affermazione. La canzone francese venne tradotta in svariate lingue ed eseguita da diversi interpreti.
Nel duetto, il protagonista racconta i suoi ripetuti tentativi di riprendere i contatti con la donna amata che non riesce ormai a vedere da anni. Deve accontentarsi di parlare al telefono con la figlia: la piccola, ignara del fatto che dall'altra parte del filo si trova suo padre, gli fa capire che a nulla varranno gli sforzi di parlare con la madre, sicché pare che il protagonista, verso la fine del dialogo, decida di suicidarsi (lettura quest'ultima che però trova riscontro solo nella versione in francese della canzone, non nel film ispirato alla canzone di Modugno).
I detrattori, criticando il pezzo, scomodarono ripetutamente il termine "strappalacrime";  tuttavia, il singolo raggiunse i vertici delle classifiche di vendita e fu da Modugno realizzato con successo anche in spagnolo: Llora el teléfono/L'avventura; va ricordato peraltro che proprio verso il 1975 il modello della canzone feuilleton  al telefono godeva di notevoli indici di gradimento: tra gli altri brani del genere, si distinse nelle classifiche di vendita del periodo soprattutto Buonasera dottore di Claudia Mori.
Sulla scia del successo commerciale del singolo di Modugno vennero in seguito alla luce, come accennato, il film Piange... il telefono e l'antologia Piange... il telefono e le più belle canzoni di Domenico Modugno. Il cantante perseverò sulla scelta intrapresa pubblicando nello stesso anno il singolo Il maestro di violino, anche questo basato sulla struttura del duetto e di sapore prettamente sentimentale: così facendo, Modugno si espose ancora una volta alle critiche pur riuscendo più o meno a bissare il successo commerciale ottenuto e comunque creando i presupposti per la produzione di un nuovo film musicarello.

## Tracce

### Lato A
1. Piange... il telefono (feat. Francesca Guadagno) – 3:55 (testo: Domenico Modugno – musica: Claude François, Frank Thomas, Jean-Pierre Bourtayre)

### Lato B
1. L'avventura – 2:30 (Domenico Modugno)

## Crediti
- Domenico Modugno - voce
- Francesca Guadagno - voce
- Angelo Giacomazzi - arrangiamenti, direzione d'orchestra
- I 4 + 4 di Nora Orlandi - coro
- Nello Ciangherotti - arrangiamenti

## Edizioni
- 1974 - Piange il telefono/L'avventura (Carosello, CI 20390, 7")
- 1975 - Piange il telefono/L'avventura (PGP RTB, S 53901, 7", Jugoslavia)